# Bildad el Shuhita

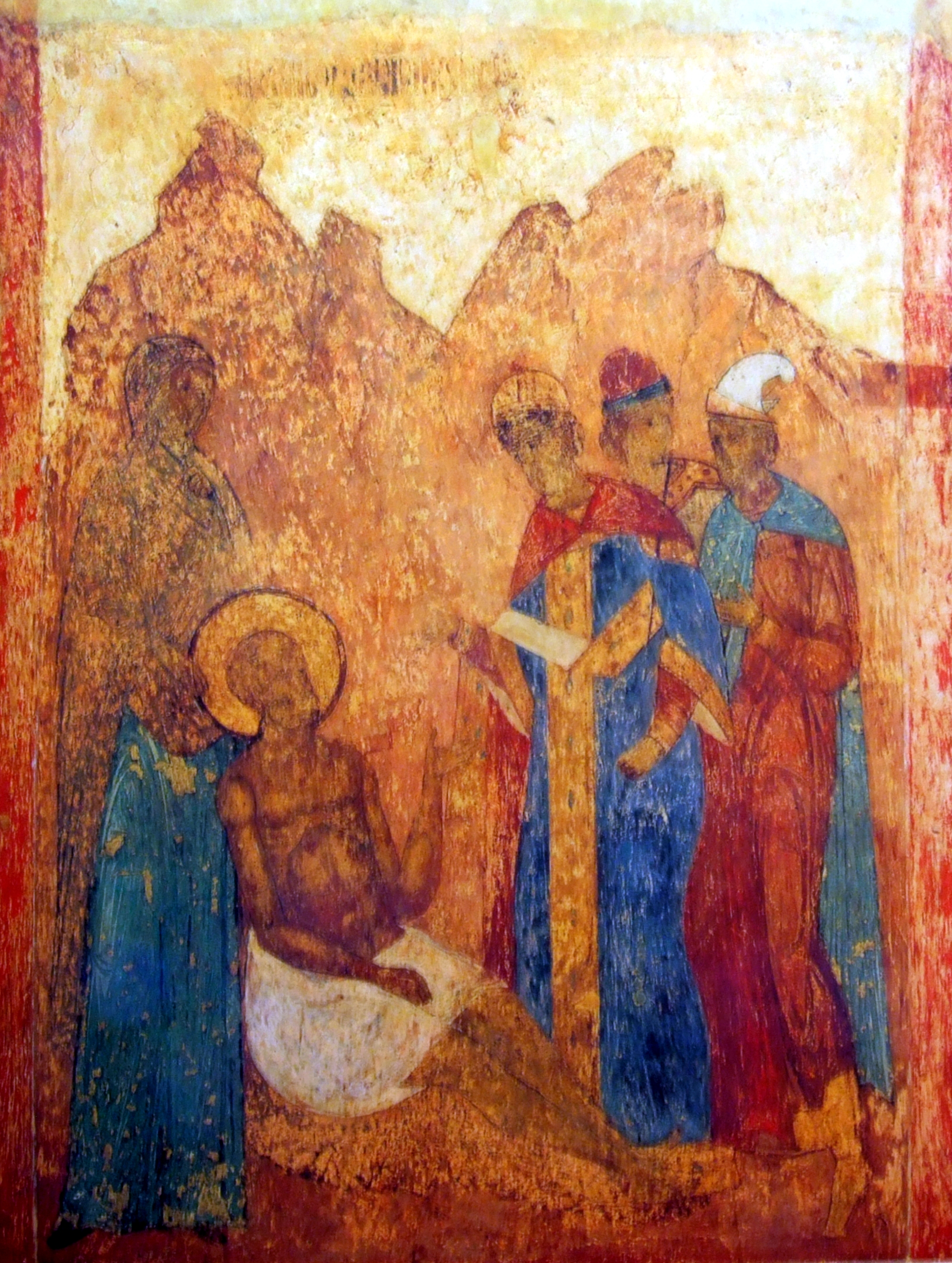
Job, junto con Elifaz, Bildad y Zofar representados en un fresco de la Catedral de la Anunciación en Moscú.

Bildad el Shuhita (hebreo: בִּלְדַּד  Bildaḏ), denominado "el Shuhita", era descendiente de Súa, hijo de Abrahán con Cetura, cuya tribu habitaba en los desiertos de Arabia. 
Considerado uno de los siete profetas en el noajismo,mencionado en el Libro de Job como uno de los tres personajes que visitan a Job, junto con Elifaz el Temanita y Zofar el Naamatita.

## En la Biblia
Al debatir con Job, Bildad generalmente siguió el tema general establecido por Elifaz el Temanita, consideraba que las palabras de Job eran tan impías e iracundas.
Bildad fue el primero de los tres en acusar a los hijos de Job de haber obrado mal y, a su vez, de merecer la calamidad que les sobrevino. Usó la siguiente ilustración: Como el papiro y las cañas se marchitan y mueren sin agua, así lo hacen "todos los que se olvidan de Dios". Al igual que Elifaz, Bildad clasificó las aflicciones de Job como las que acontecen a los malvados: 'no habría linaje ni posteridad' para Job, insinuaba Bildad.
Bildad argumentó que el hombre es "un gusano", y por lo tanto inmundo ante Dios, las palabras "consoladoras" de los tres compañeros de Job llegan a su fin. Según la Biblia, al final, Bildad y los otros dos compañeros recibieron instrucciones divinas de ofrecer un holocausto y pedirle a Job que orara por ellos.